# Fortificações portuguesas em Mombaça
As fortificações portuguesas em Mombaça constituíram-se em uma série de pequenos redutos erguidos em complemento à defesa constituída pelo Forte Jesus de Mombaça, visando reforçar a defesa da ilha. Embora exista abundante documentação sobre o Forte Jesus, acerca das demais fortificações, menores, quase nada é encontrado, e, em alguns casos, nem as próprias denominações, que se confundem. A relação abaixo é fruto das pesquisas de Hans-Martin Sommer, arqueólogo marinho do Fort Jesus Museum Mombasa:
1) Forte Jesus de Mombaça – a principal fortificação na região, iniciada em 1593.
2) Fortes da Macupa
3) Forte de São José – nas coordenadas geográficas de 04º 04' 18.1" S 039º 40' 56.1" E, apresenta planta em formato de ferradura. Embora de pequenas dimensões, encontra-se em boas condições. A cerca de 100 metros de distância, com as geocoordenadas de 04º 04' 21.2" S 039º 40' 50.7" E ergue-se a capela de Nossa Senhora das Mercês, também de origem colonial portuguesa.
- Forte do Campo de Golfe – nas geocoordenadas de 04º 04' 20.8" S 039º 39' 07.5" E constitui-se nos remanescentes de uma antiga fortificação. Também foi denominado de Forte de Kabera, após o encalhe num recife próximo de uma embarcação Turca, que bombardeou o forte.[2]

- Forte da Ferradura, também conhecido por Forte da Ponta Restinga – nas geocoordenadas de 04º 04' 43.8" S 039º 40' 20.2" E constitui-se numa fortificação de pequenas dimensões, em boas condições.[3]

- Forte do Surgidouro, também conhecido por Forte Redondo – nas geocoordenadas 04º 04' 33.06" S 039º 39' 52.33" E também foi denominado como "o forte Redondo" ou "o forte hexagonal". Encontra-se completamente desaparecido.[4]